# 深度学习语音合成
深度学习语音合成用深度神经网络（DNN）从文本（TTS）或频谱（声码器）生成人工语音。DNN使用大量录制语音进行训练，若是TTS系统，则要使用相关标签和/或输入文本。
有些基于DNN的语音合成器已经接近人声的自然度。

## 表述
给定输入文本或语言单位序列{\displaystyle Y}，目标语音{\displaystyle X}可如下求得
{\displaystyle X=\arg \max P(X|Y,\theta )}
其中{\displaystyle \theta }是模型参数。
一般来说输入文本会先传给声学特征生成器，声学特征再传给神经声码器。对前者，损失函数通常是L1或L2损失，它们施加了约束条件：输出必须遵循高斯分布或拉普拉斯分布。在实际应用中，由于人声频率约在300到4000 Hz之间，因此损失函数会对这一范围有更多惩罚：
{\displaystyle loss=\alpha {\text{loss}}_{\text{human}}+(1-\alpha ){\text{loss}}_{\text{other}}}
其中{\displaystyle {\text{loss}}_{\text{human}}}是人声频段的损耗，{\displaystyle \alpha }是0.5附近的标量。声学特征通常是梅尔刻度的时频谱，捕捉了语音信号的时域关系，因此足够输出智能输出。用于语音识别的梅尔倒频谱特征信息太少，不适合用于语音合成。

## 简史
2016年9月，DeepMind推出了基于原始音频波形的深度生成模型WaveNet，证明基于深度学习的模型能对原始波形进行建模，并从时频谱梅尔时频谱等声学特征生成语音。WaveNet最初被认为计算成本高、速度慢，无法用于当时的消费类产品，但一年后，DeepMind推出了“并行WaveNet”，生成速度比原模型快一千倍。
2017 年初，Mila提出了char2wav （页面存档备份，存于），一种以端到端方法生产原始波形的模型。同年，谷歌和Facebook分别推出了Tacotron （页面存档备份，存于）和VoiceLoop （页面存档备份，存于），直接从输入文本生成声学特征；几个月后，谷歌又提出了Tacotron2 （页面存档备份，存于），将WaveNet声码器与修改后的Tacotron架构相结合，进行端到端语音合成。Tacotron2可以生成接近人声的高质量语音。那时起，端到端方法成了最热门的研究课题，世界各地的许多研究人员开始注意到端到端语音合成的强大性能。

## 半监督学习
目前，自监督学习因能更好利用无标注数据而备受关注。研究表明，在自监督损失的帮助下，对配对数据的需求会减少。

## 零样本语者调适
零样本语者调适很有前景，因为一个模型就能生成具有各种风格和特征的语音。2018年6月，谷歌提出使用预训练语者验证模型作为语者编码器，提取语者嵌入。然后，语者编码器成为神经TTS模型的一部分，可以确定输出语音的风格和特征。这表明，只用一个模型就能生成多种风格的语音。

## 神经声码器
在基于深度学习的语音合成中，神经声码器在根据声学特征生成高质量语音方面发挥重要作用。2016年提出的WaveNet模型在语音质量方面表现出色。Wavenet将波形{\displaystyle \mathbf {x} =\{x_{1},...,x_{T}\}}的联合概率因子化为为条件概率的乘积，如下所示
{\displaystyle p_{\theta }(\mathbf {x} )=\prod _{t=1}^{T}p(x_{t}|x_{1},...,x_{t-1})}
其中{\displaystyle \theta }是模型参数，包括许多扩张卷积层。因此，每个音频样本{\displaystyle x_{t}}都以之前所有时间步的样本为条件。然而，WaveNet的自回归性质使得推理过程非常缓慢。为解决这个问题，提出了并行WaveNet，是一种基于逆自回归流的模型，通过知识蒸馏和预先训练好的教师WaveNet模型一起训练出来。由于这种模型在推理时不是自回归的，因此推理速度比实时推理更快。同时，Nvidia提出了基于流的WaveGlow模型，生成语音的速度也比实时模型快。不过，并行WaveNet虽然推理速度快，但也有需要预训练WaveNet模型的局限性，因此在计算设备有限的情况下，WaveGlow需要数周时间才能收敛。并行WaveGAN解决了这一问题，通过多分辨率频谱损失和GAN策略学习生成语音。